# Bahnhof Dunedin
Der Bahnhof Dunedin (englisch: Dunedin Railway Station) ist ein Durchgangsbahnhof an der Ostküste der Südinsel von Neuseeland und stellt mit seinem Bahnhofsgebäude ein Wahrzeichen der Stadt Dunedin dar. Der Bahnsteig des Bahnhofes ist mit 450 m einer der längsten des Landes.

## Bahnhöfe für Dunedin
Dunedin wurde mit der Entwicklung der Eisenbahn in Neuseeland früh für den Eisenbahnverkehr erschlossen. Bereits am 1. Januar 1873 wurde die Linie der Dunedin and Port Chalmers Railway als erste Strecke in der seit 1871 in Neuseeland verbindlichen Spurweite von 1067 mm eröffnet. Am 7. September 1878 erfolgte die Eröffnung der insgesamt 367 km langen Strecke des South Island Main Trunk Railway zwischen Christchurch und Dunedin. Weitere Erschließungen des Landes in Richtung Süden folgten wenig später.
Durch Dunedins für Einwanderer aus Europa bedeutsamen Hafen, aber auch den Export von Gütern nach Australien und Europa entwickelte sich schnell ein Bedarf an entsprechenden Umschlagplätzen. Bereits im Jahr 1875 entstand in der Nähe der Queen Victoria Statue von Dunedin direkt neben dem ersten Bahnhof ein zweiter und fünf Jahre später bestand erneut ein Bedarf zur Erweiterung der Anlagen. Doch erst am 3. Juni 1904 erfolgte die Grundsteinlegung für ein neues, großes und ausreichend dimensioniertes Bahnhofsareal durch den damaligen Minister of Railways, Joseph Ward.

## Neubau der größten Bahnstation Neuseelands
Nach den Entwürfen des ersten offiziellen Architekten der neuseeländischen Eisenbahnen, George Alexander Troup, der auch für die Stationen in New Plymouth, Lower Hutt und Bluff verantwortlich war, schuf Troup in Dunedin sein Meisterstück. Im flämischen Renaissance Baustil gehalten, wurde das Gebäude aus dunklem Basalt und hellem, als Ototara bezeichneten Kalkstein, der von Steinbrüchen aus Oamaru stammte, errichtet. Polierte Granitplatten prägen die Torgänge der Vorderseite des Gebäudes und über 725.760 Porzellan-Fliesen sind in den Gängen und im großen Hauptsaal des Gebäudes zu Mosaikflächen verbaut. Sie zeigen Bilder von Eisenbahnfahrzeugen, Rädern, Signalen, Lokomotiven und in großen Buchstaben das Kürzel NZR für New Zealand Railways.
Der markanteste Bestandteil des imposanten Bahnhofsgebäudes ist aber der rechteckige Turm an der Südwestecke des Gebäudes. Mit einer Höhe von über 37 Metern ist er weithin sichtbar und besitzt an drei Seiten eine 1,5 Meter im Durchmesser große Uhr, die nachts von innen beleuchtet wird.
Das Bahnhofsgebäude wurde im Oktober 1906 durch Joseph Ward, mittlerweile Premierminister von Neuseeland geworden, eröffnet. Die letzten Arbeiten an der Bahnhofsanlage wurden aber erst im November 1907 abgeschlossen. Die Gesamtkosten beliefen sich seinerzeit auf 120.500 Pfund (etwa 241.000 NZ$), eine für damaliger Zeiten enorme Summe.

## Verlust der Bedeutung
Wurden in den ersten Jahrzehnten des 20. Jahrhunderts noch mehrere Zehntausende Reisende täglich auf dem Bahnhof gezählt, ging diese Zahl nach und nach schrittweise zurück, meist verbunden mit der Einstellung von Eisenbahnstrecken, die nach Dunedin führten. 
So z. B. die Strecke Dunedin – Alexandra der Central Otago Line, die 1976 stillgelegt wurde. Im Jahre 1982, als der Vorort-Verkehr mit Dunedin eingestellt wurde, konnten noch rund 4000 Fahrgäste täglich gezählt werden. 1990, nachdem die New Zealand Rail die Central Otago Line mit dem Abschnitt durch den Taieri Gorge stillgelegt hatte, drohte der Bahnhof von Dunedin an Bedeutung zu verlieren. Mit der Einstellung des Southerner im Jahr 2002, einer Personenzugverbindung zwischen Invercargill, Dunedin und Christchurch, verlor der Bahnhof seine letzte Bedeutung für den Personenverkehr.

## Neue Nutzung
Trotz des Rückzugs der staatlichen Eisenbahn New Zealand Rail und dem Nachfolger  der privatisierten Tranz Rail bzw. Toll Rail aus dem Personenverkehr ist der Bahnhof weiterhin in Betrieb, denn seit 1990 betreibt der Otago Excursion Train Trust die Strecke Taieri Gorge Railway. Sie ist die größte Touristeneisenbahn des Landes und hat ihren Ausgangs- und Startpunkt im Bahnhof von Dunedin.
Im Jahr 1994 übernahm die Stadtverwaltung von Dunedin das Bahnhofsgebäude von der Regierung und restaurierte gemeinsam mit dem New Zealand Historic Places Trust das Gebäude in den Folgejahren. Heute beherbergt das Bahnhofsgebäude die Verkaufsräume der Taieri Gorge Railway, die New Zealand Sports Hall of Fame, eine Galerie, ein Restaurant und Büroräume der Stadtverwaltung.

## Fotogalerie

Dunedin Railway Station
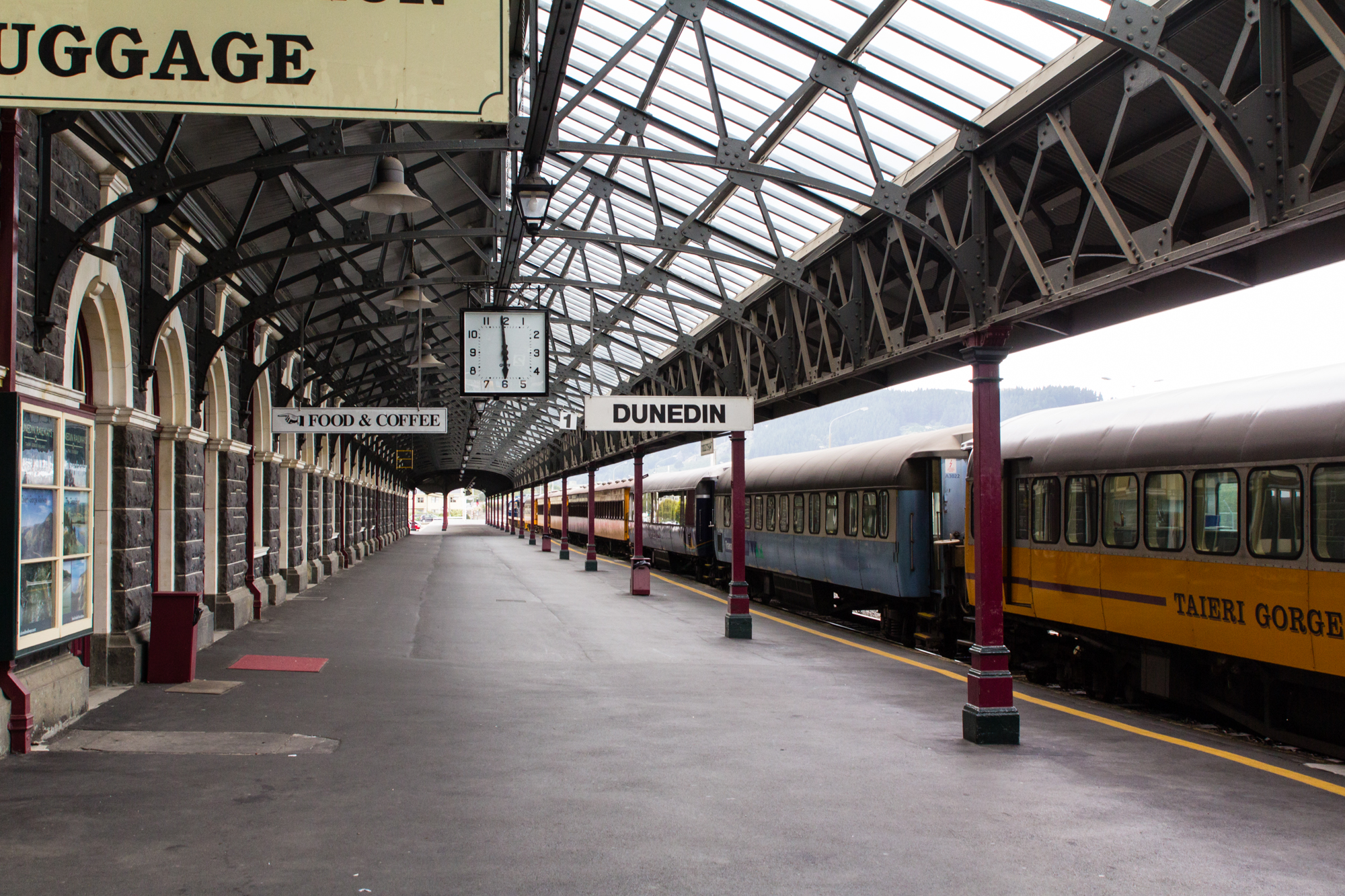
Teil des Bahnsteigs der Dunedin Railway Station
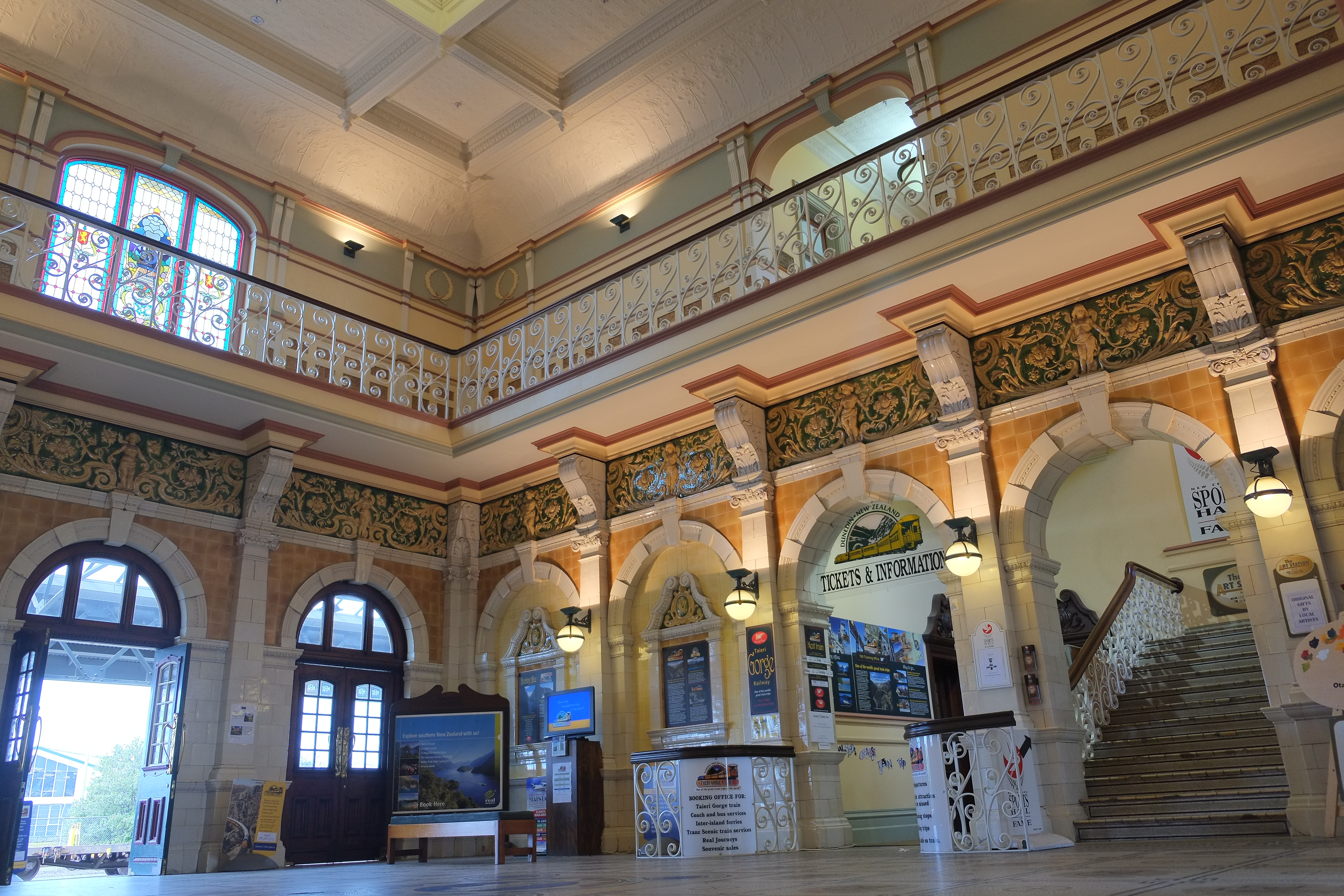
Innenausstattung der Eingangshalle
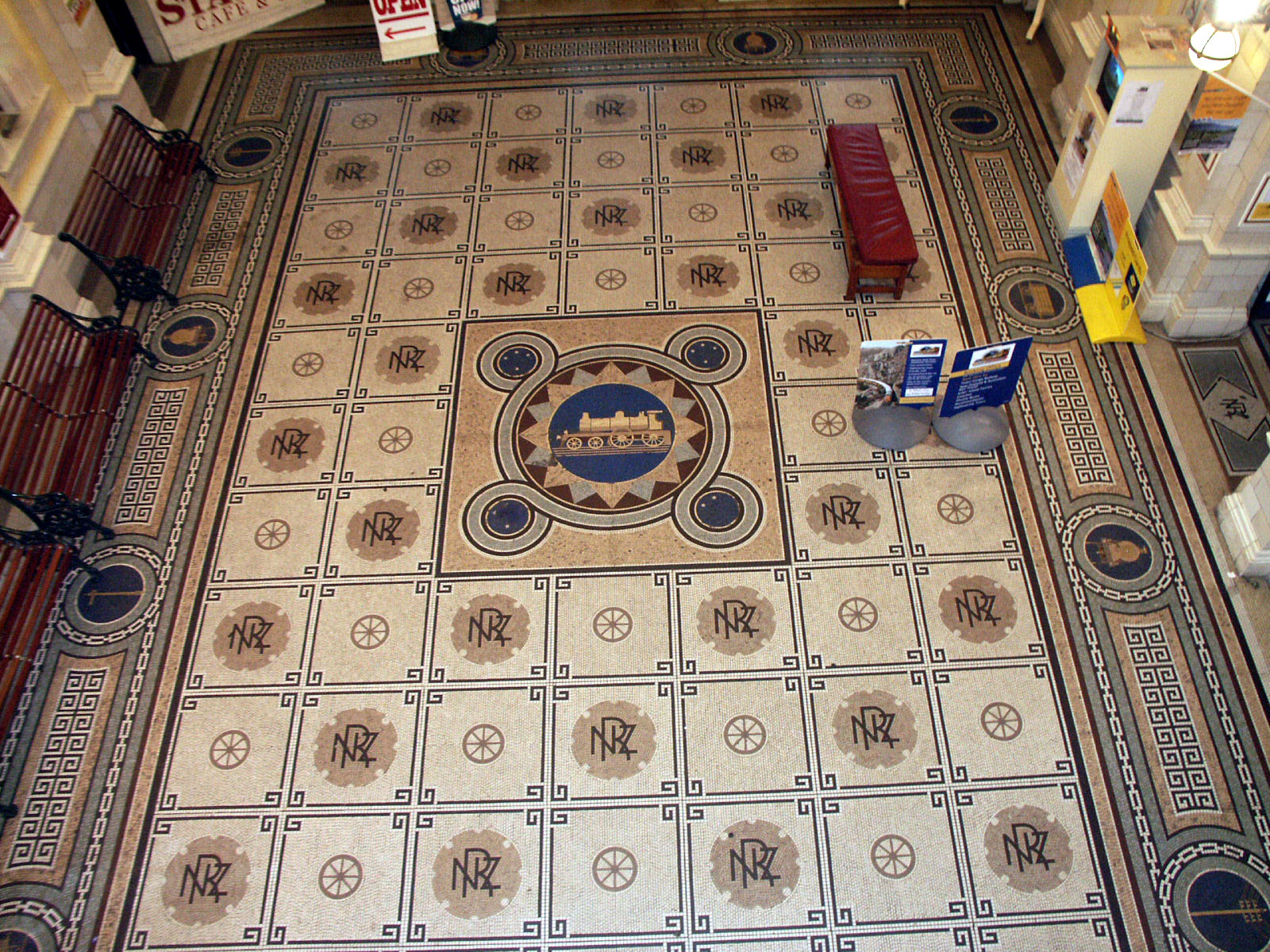
Mosaik und Kacheln auf dem Boden der Eingangshalle